# Loire-les-Marais
Pour les articles homonymes, voir Loire (homonymie).
Loire-les-Marais est une commune du Sud-Ouest de la France située dans le département de la Charente-Maritime, en région Nouvelle-Aquitaine.
Ses habitants sont appelés les Loirains ou Loiréins et les Loiraines ou Loiréines.
Située dans un ancien golfe de la côte charentaise, progressivement asséché au fil du temps et des travaux de drainage, la commune fait partie intégrante du marais de Rochefort. À ce titre, la commune est établie sur l'une des anciennes îles (altitude 10–25 m) que compte son territoire.
Le marais de Rochefort est une zone d'intérêt écologique reconnu, qui possède une intéressante richesse floristique et faunistique et accueille de nombreux migrateurs tout au long de l'année, ce qui a conduit à son classement en zone Natura 2000. La commune a d'ailleurs accueilli l'un des tout premiers nids de cigognes de Charente-Maritime, dispose d'une population importante et a fait de la cigogne son emblème.
La commune se trouve également à proximité immédiate de Rochefort (6 km), du nouvel hôpital (5,3 km) et des zones d'activités commerciales de Rochefort Nord (9 km) ou de Tonnay-Charente (8 km), avec un accès direct aux principaux axes de circulation vers La Rochelle ou Saintes (30-40 min), Royan, l'île d'Oléron ou l'île de Ré (45-55 min), Poitiers ou Bordeaux (1 h 30) et un accès privilégié à la gare TGV de Surgères (20 min). 
Commune de zone rurale à dominante agricole (cultures et élevages bétail et chevaux), elle ne compte pas moins de 15 petites entreprises de production ou de services pour une population en croissance d'environ 380 habitants.

## Géographie

### Communes limitrophes
|              | Ciré-d'Aunis     |       |
| Breuil-Magné | Loire-les-Marais | Muron |
| Rochefort    | Tonnay-Charente  |       |

## Urbanisme

### Typologie
Au 1er janvier 2024, Loire-les-Marais est catégorisée commune rurale à habitat dispersé, selon la nouvelle grille communale de densité à 7 niveaux définie par l'Insee en 2022.
Elle est située hors unité urbaine. Par ailleurs la commune fait partie de l'aire d'attraction de Rochefort, dont elle est une commune de la couronne,. Cette aire, qui regroupe 33 communes, est catégorisée dans les aires de 50 000 à moins de 200 000 habitants,.

### Occupation des sols
L'occupation des sols de la commune, telle qu'elle ressort de la base de données européenne d’occupation biophysique des sols Corine Land Cover (CLC), est marquée par l'importance des territoires agricoles (99,8 % en 2018), une proportion identique à celle de 1990 (99,8 %). La répartition détaillée en 2018 est la suivante : 
terres arables (56,5 %), prairies (32,9 %), zones agricoles hétérogènes (10,4 %), zones industrielles ou commerciales et réseaux de communication (0,2 %). L'évolution de l’occupation des sols de la commune et de ses infrastructures peut être observée sur les différentes représentations cartographiques du territoire : la carte de Cassini (XVIIIe siècle), la carte d'état-major (1820-1866) et les cartes ou photos aériennes de l'IGN pour la période actuelle (1950 à aujourd'hui).

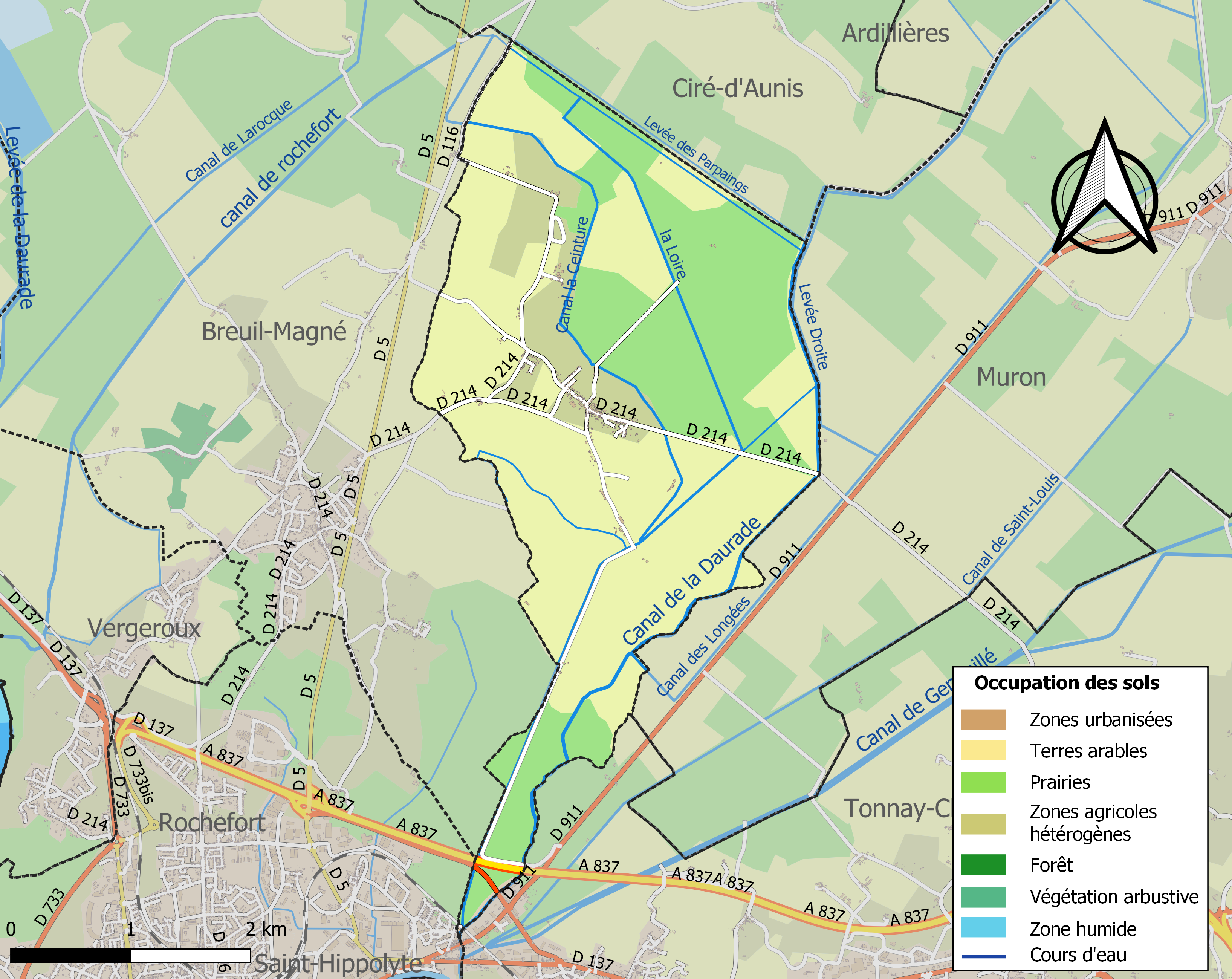
Carte des infrastructures et de l'occupation des sols de la commune en 2018 (CLC).

### Risques majeurs
Le territoire de la commune de Loire-les-Marais est vulnérable à différents aléas naturels : météorologiques (tempête, orage, neige, grand froid, canicule ou sécheresse), inondations, mouvements de terrains et séisme (sismicité modérée). Il est également exposé à un risque technologique, le transport de matières dangereuses. Un site publié par le BRGM permet d'évaluer simplement et rapidement les risques d'un bien localisé soit par son adresse soit par le numéro de sa parcelle.

#### Risques naturels
Certaines parties du territoire communal sont susceptibles d’être affectées par le risque d’inondation par débordement de cours d'eau et par submersion marine. La commune a été reconnue en état de catastrophe naturelle au titre des dommages causés par les inondations et coulées de boue survenues en 1982, 1999 et 2010,.

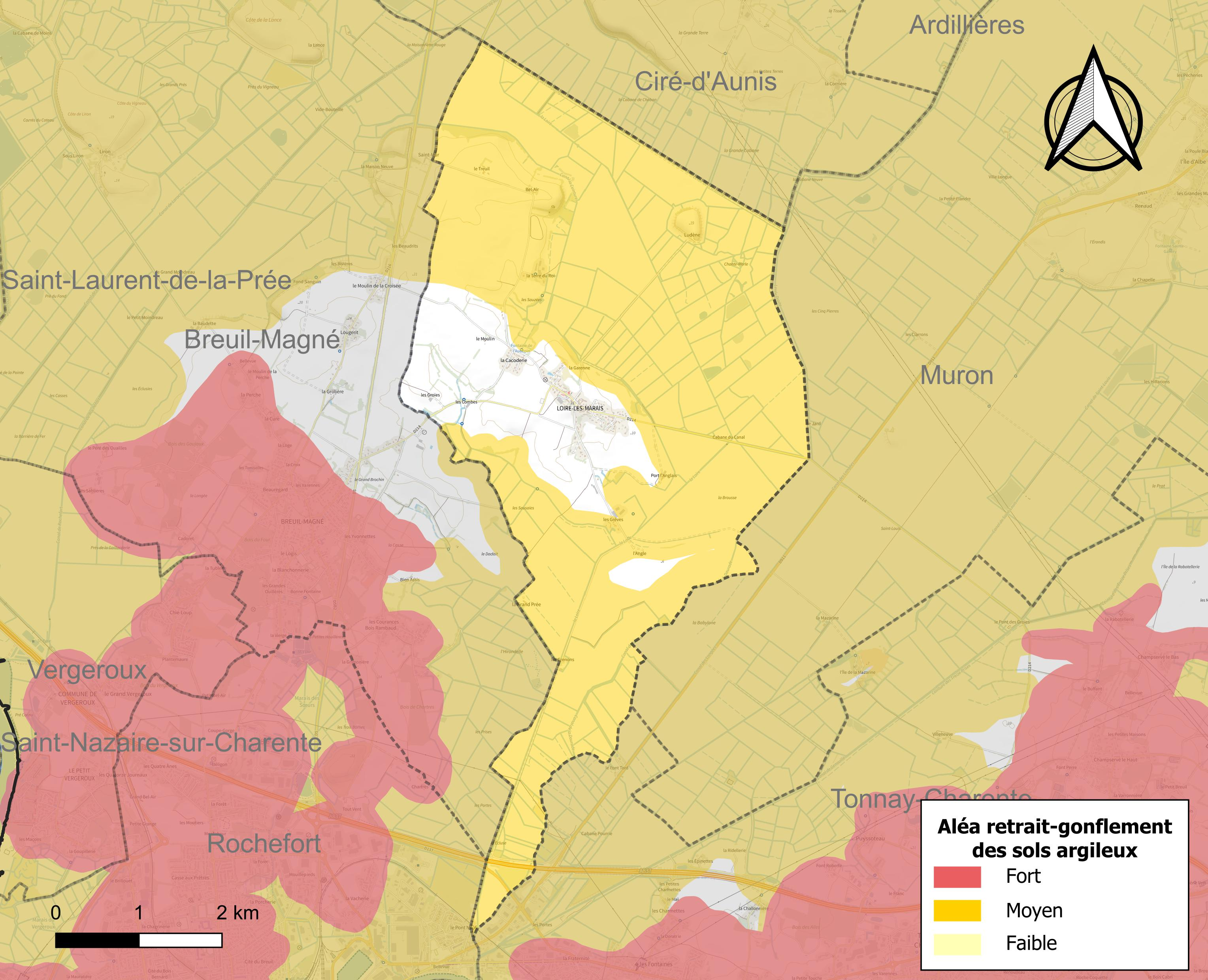
Carte des zones d'aléa retrait-gonflement des sols argileux de Loire-les-Marais.

Les mouvements de terrains susceptibles de se produire sur la commune sont des tassements différentiels.
Le retrait-gonflement des sols argileux est susceptible d'engendrer des dommages importants aux bâtiments en cas d’alternance de périodes de sécheresse et de pluie. 83,7 % de la superficie communale est en aléa moyen ou fort (54,2 % au niveau départemental et 48,5 % au niveau national). Sur les 160 bâtiments dénombrés sur la commune en 2019, 27 sont en aléa moyen ou fort, soit 17 %, à comparer aux 57 % au niveau départemental et 54 % au niveau national. Une cartographie de l'exposition du territoire national au retrait gonflement des sols argileux est disponible sur le site du BRGM,.
Par ailleurs, afin de mieux appréhender le risque d’affaissement de terrain, l'inventaire national des cavités souterraines permet de localiser celles situées sur la commune.
Concernant les mouvements de terrains, la commune a été reconnue en état de catastrophe naturelle au titre des dommages causés par la sécheresse en 2011 et par des mouvements de terrain en 1999 et 2010.

#### Risques technologiques
Le risque de transport de matières dangereuses sur la commune est lié à sa traversée par une ou des infrastructures routières ou ferroviaires importantes ou la présence d'une canalisation de transport d'hydrocarbures. Un accident se produisant sur de telles infrastructures est susceptible d’avoir des effets graves sur les biens, les personnes ou l'environnement, selon la nature du matériau transporté. Des dispositions d’urbanisme peuvent être préconisées en conséquence.

## Toponymie
Les formes anciennes sont Louayres aux XIVe et XVe siècles[source insuffisante] et Loiré aux  XVIIIe et XIXe siècles.

## Histoire
La châtellenie appartient en 1367 à Guillaume de Mareuil, puis, en 1457, à Jehan Conte. En 1594, Noëmie Conte l'apporte en mariage à Pierre Isle de la Matassière, dont la descendance la conservera jusqu'à la fin du XVIIe siècle.[réf. nécessaire]

## Administration

### Liste des maires
| Période                                  | Période  | Identité               | Étiquette | Qualité                    |
| ---------------------------------------- | -------- | ---------------------- | --------- | -------------------------- |
| 1995                                     | 2001     | Patrick Renaud-Roudeau |           |                            |
| 2001                                     | 2020     | Michel Lagrèze         |           | Retraité Fonction publique |
| 2020                                     | En cours | Eric Recht             |           | E-Commerçant               |
| Les données manquantes sont à compléter. |          |                        |           |                            |

Michel Lagrèze a présenté sa lettre le démission de maire le 27 novembre 2006. Cette démission intervient à la suite d'une proposition du maire de créer un poste en CAE (Contrat aidé d'accompagnement à l'emploi) pour laquelle le maire a été mis en minorité lors du conseil municipal, et à la suite de laquelle il a quitté la salle en annonçant sa démission.
À la suite d'une pétition signée par plus de 90 % des habitants, le maire a repris ses fonctions[réf. nécessaire]. Il a été réélu aux dernières élections.

## Population et société

### Démographie

#### Évolution démographique
L'évolution du nombre d'habitants est connue à travers les recensements de la population effectués dans la commune depuis 1793. Pour les communes de moins de 10 000 habitants, une enquête de recensement portant sur toute la population est réalisée tous les cinq ans, les populations de référence des années intermédiaires étant quant à elles estimées par interpolation ou extrapolation. Pour la commune, le premier recensement exhaustif entrant dans le cadre du nouveau dispositif a été réalisé en 2006.

En 2022, la commune comptait 382 habitants, en stagnation par rapport à 2016 (Charente-Maritime : +4,04 %, France hors Mayotte : +2,11 %).
| 1793 | 1800 | 1806 | 1821 | 1831 | 1836 | 1841 | 1846 | 1851 |
| ---- | ---- | ---- | ---- | ---- | ---- | ---- | ---- | ---- |
| 222  | 149  | 180  | 215  | 342  | 223  | 242  | 217  | 223  |

| 1856 | 1861 | 1866 | 1872 | 1876 | 1881 | 1886 | 1891 | 1896 |
| ---- | ---- | ---- | ---- | ---- | ---- | ---- | ---- | ---- |
| 211  | 214  | 198  | 210  | 195  | 209  | 214  | 179  | 190  |

| 1901 | 1906 | 1911 | 1921 | 1926 | 1931 | 1936 | 1946 | 1954 |
| ---- | ---- | ---- | ---- | ---- | ---- | ---- | ---- | ---- |
| 172  | 182  | 154  | 144  | 170  | 162  | 181  | 151  | 187  |

| 1962 | 1968 | 1975 | 1982 | 1990 | 1999 | 2006 | 2011 | 2016 |
| ---- | ---- | ---- | ---- | ---- | ---- | ---- | ---- | ---- |
| 168  | 172  | 165  | 268  | 314  | 326  | 333  | 343  | 382  |

| 2021 | 2022 | - | - | - | - | - | - | - |
| ---- | ---- | - | - | - | - | - | - | - |
| 386  | 382  | - | - | - | - | - | - | - |

## Culture locale et patrimoine

### Lieux et monuments

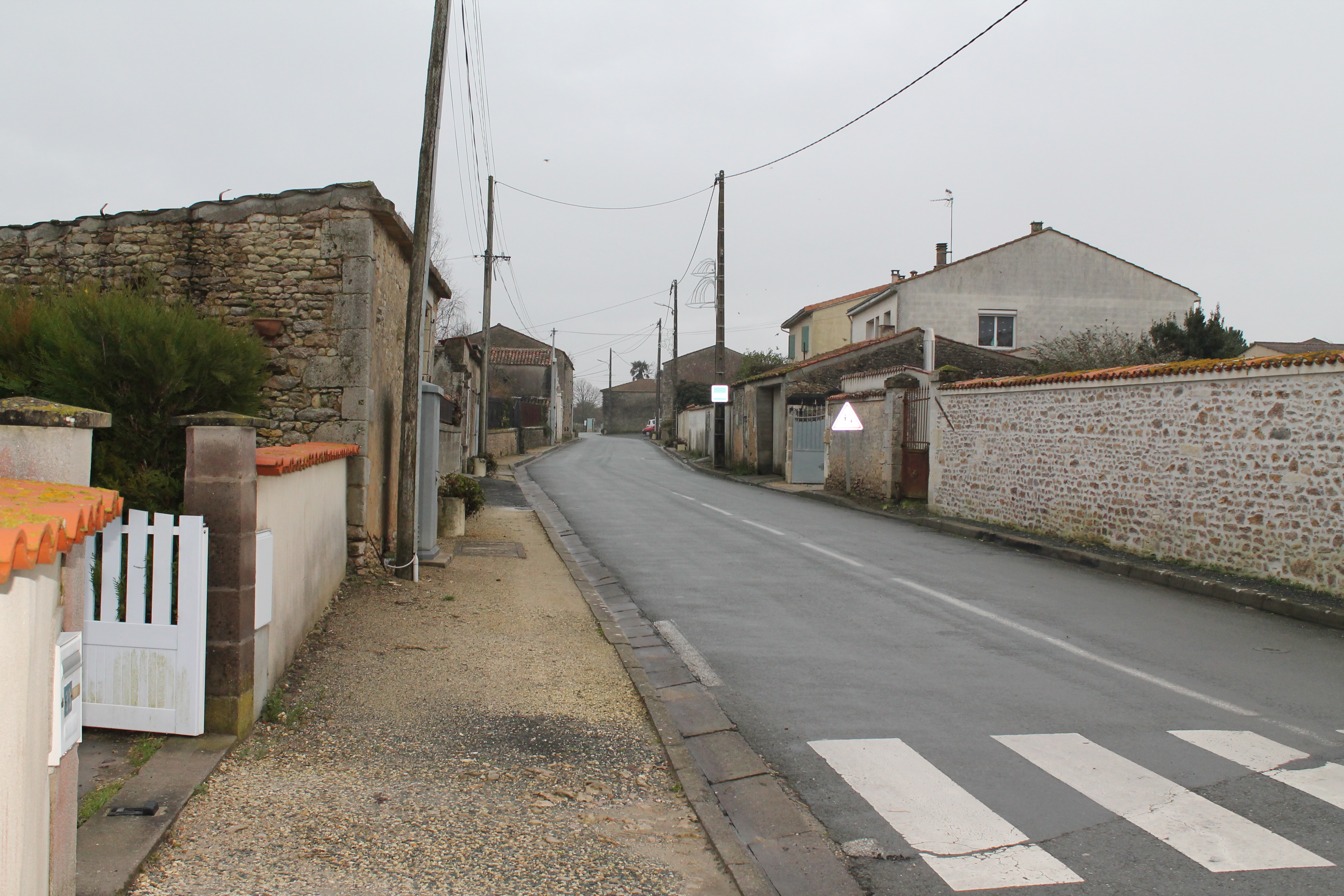
Rue principale.
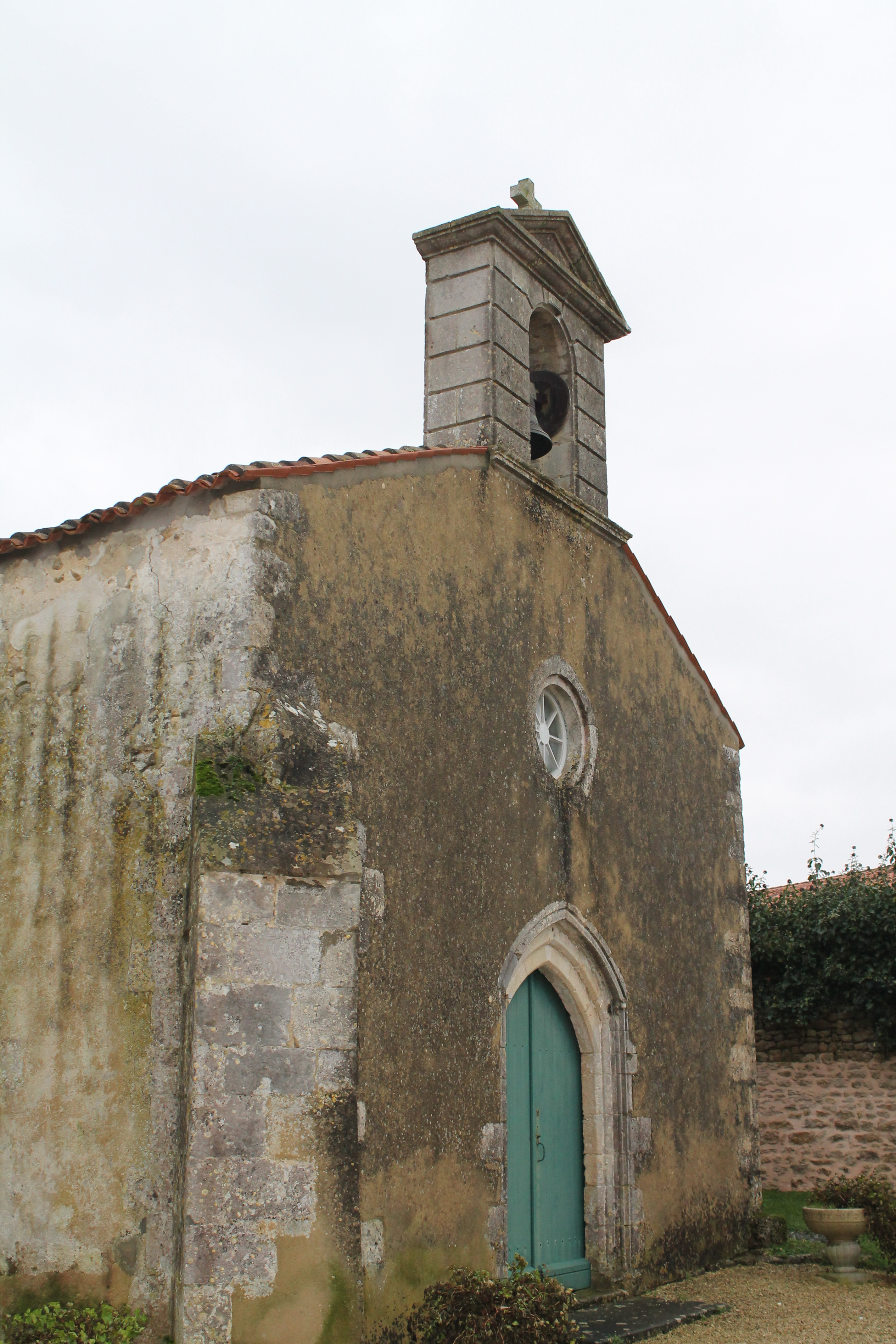
L'église de Loire-les-Marais.
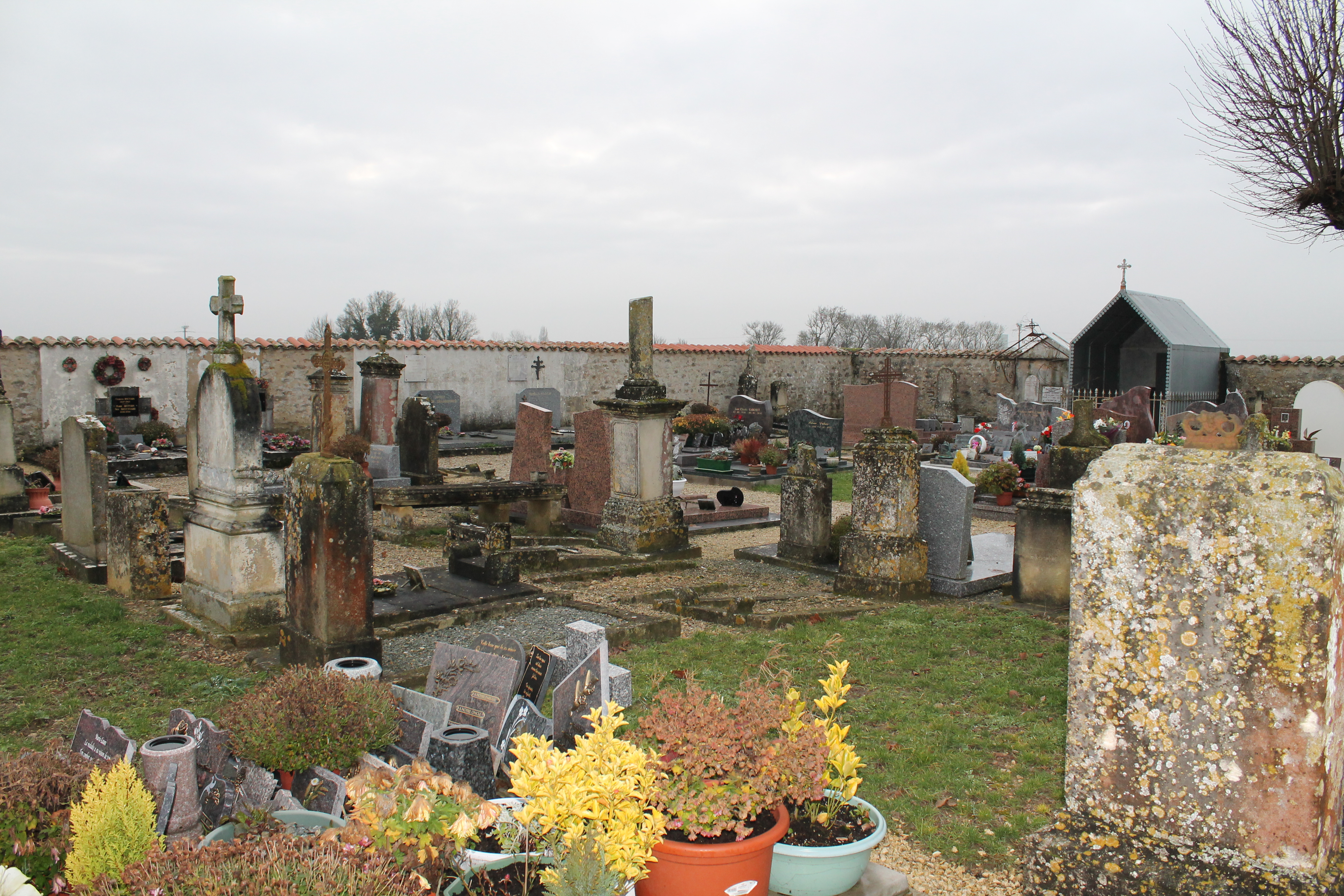
Cimetière de Loire-les-Marais.
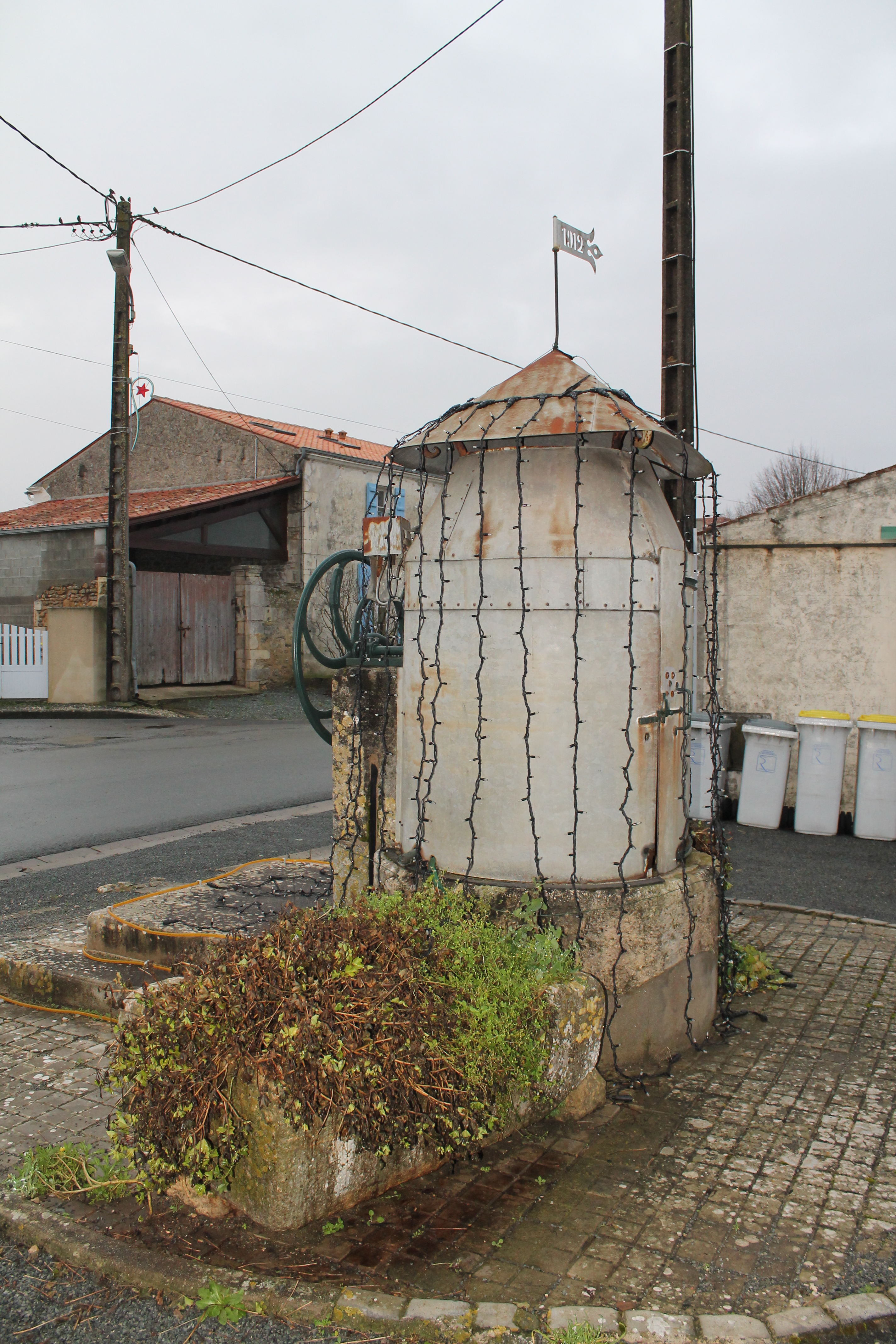
Fontaine.
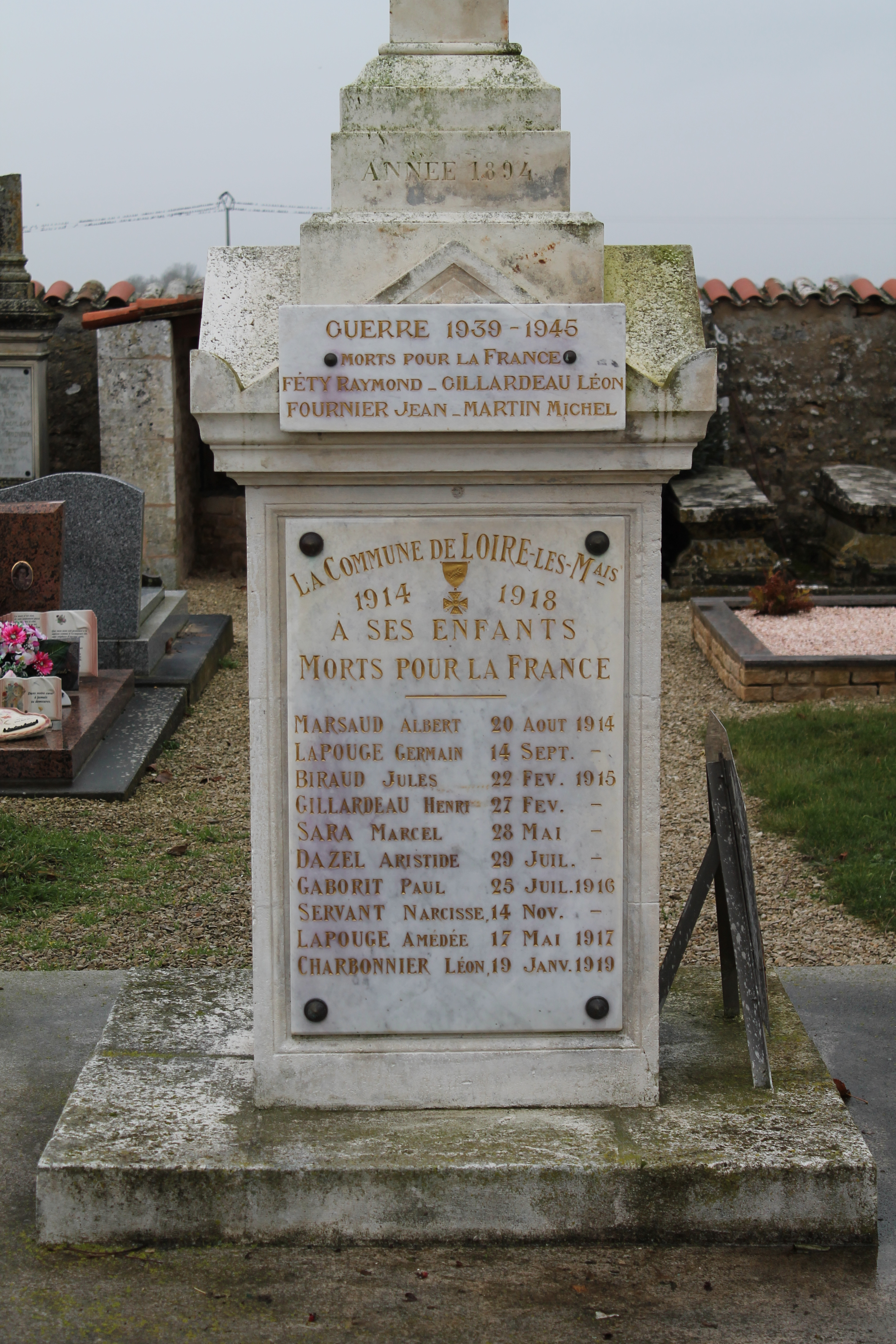
Monument aux morts.